# نادي نيروي زميني
نادي نيروي زميني (بالفارسية: باشگاه فوتبال نیروی زمینی تهران) ، هي نادي رياضي لكرة القدم، أسست عام 1980م، وتقع مقر النادي في العاصمة الإيرانية طهران.

## مصدر
1. ↑  Niroye Zamini نیروی زمینی تهران - Azadegan League 2013-14 Group A - Results, fixtures, squad, statistics, photos, videos and news - PersianLeague.com [وصلة مكسورة] نسخة محفوظة 24 سبتمبر 2015 على موقع واي باك مشين.